# Metrioptera saussuriana
Metrioptera saussuriana är en insektsart som först beskrevs av Frey-gessner 1872.  Metrioptera saussuriana ingår i släktet Metrioptera och familjen vårtbitare. Inga underarter finns listade i Catalogue of Life.

## Bildgalleri

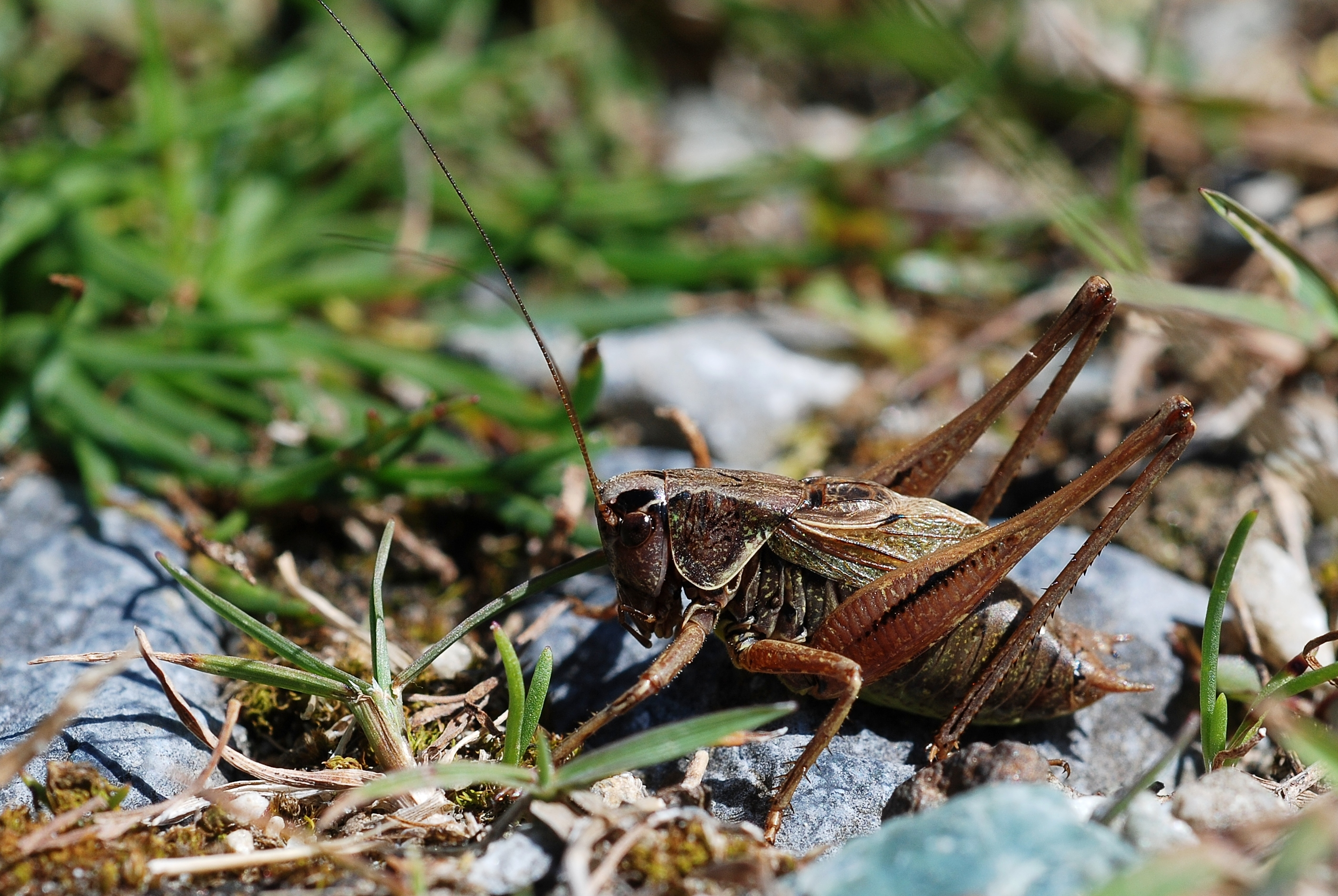
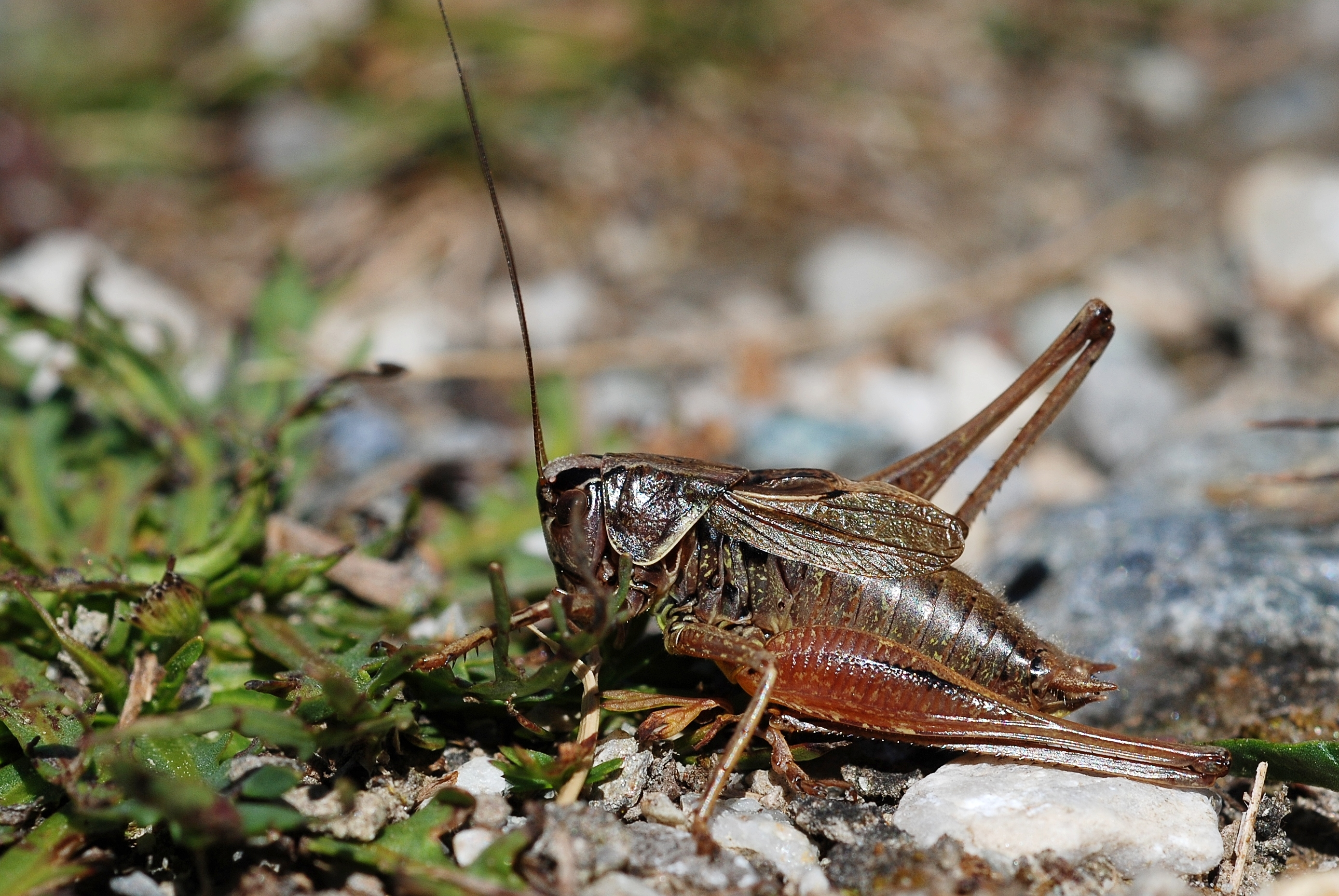